# Microtheoris
Microtheoris is een geslacht van vlinders van de familie grasmotten (Crambidae), uit de onderfamilie Odontiinae.

## Soorten
- M. ophionalis Walker, 1859
- M. vibicalis Zeller, 1873